# Dendrobium kerstingianum
Dendrobium kerstingianum är en orkidéart som beskrevs av Rudolf Schlechter. Dendrobium kerstingianum ingår i släktet Dendrobium, och familjen orkidéer. Inga underarter finns listade i Catalogue of Life.